# Hasenkopf-Kugelfisch
Der Hasenkopf-Kugelfisch (Lagocephalus sceleratus) gehört zu den Kugelfischen. Die Art ist im tropischen Indo-Westpazifik weit verbreitet.  Durch lessepssche Migration ist sie vom Roten Meer ins Mittelmeer gelangt und stellt mittlerweile eine Bedrohung für die Biodiversität und den Fischfang im Mittelmeerraum dar.

## Merkmale
Der Hasenkopf-Kugelfisch hat einen langgestreckten Körper und erreicht gewöhnlich eine Gesamtlänge von 40 cm, kann jedoch bis 110 cm SL lang werden. Das schwerste gemeldete Exemplar wog 7 kg. Er ist am Rücken grünlich mit braunen oder schwarzen Flecken, vom Maul bis zur tief gegabelten Schwanzflosse (Caudale) verläuft ein silberfarbenes Band. Der Bauch ist weiß. Vor dem Auge befindet sich ein silberner Fleck. Die Basis der Brustflosse (Pectorale) ist schwarz. Auf der Oberseite des Kopfes, des Körpers zur Schwanzflosse hin sowie auf der Unterseite von Kopf und Körper bis zum Anus befinden sich kleine Dörnchen (Spinulae). Die Basis der leicht sichelförmigen Rückenflosse (Dorsale) und Afterflosse (Anale) ist kurz. Der Schwanzstiel ist lang, sich zur Flosse hin verjüngend und breiter als hoch.
- Flossenformel: Dorsale 10-13, Anale 8-12[3] Pectorale 16-18[2].

## Verbreitung
Der Hasenkopf-Kugelfisch ist ursprünglich im Indopazifik und im Roten Meer verbreitet. Seit 2003 hat sich die Art fast im gesamten Mittelmeer verbreitet. Nach dem Vorkommen in der Straße von Gibraltar könnte die Art möglicherweise auch in den Atlantik gelangen. Von der französischen Mittelmeerküste und Korsika wurde die Art allerdings seltsamerweise noch nicht gemeldet. 2014 und 2017 wurden Fänge aus dem Schwarzen Meer publiziert. Obwohl die Funde nicht wissenschaftlich belegt sind, muss aufgrund des invasiven Charakters der Art eine Ausbreitung in das Schwarze Meer in Betracht gezogen werden. Ob es eine etablierte Population im Marmarameer, über das die Zuwanderung ins Schwarze Meer erfolgt, gibt ist noch ungewiss.

## Invasion im Mittelmeerraum
Die Verbreitung des Hasenkopf-Kugelfisches im Mittelmeer ist auf die Migration aus dem Roten Meer über den Suezkanal zurückzuführen. Ein Exemplar des Fisches wurde im Jahr 2003 erstmals vor der ägäischen Küste der Türkei registriert und somit für das Mittelmeer bestätigt. Der Fisch besiedelt seither rasch das östliche Mittelmeerbecken und bewegt sich inzwischen weiter gen Westen. Begünstigt wird die Ausbreitung durch die im Rahmen der Globalen Erwärmung stattfindende Erwärmung des Mittelmeeres. Aufgrund der mittlerweile dramatisch steigenden Individuenzahl in den Küstenfischgemeinschaften des östlichen Mittelmeers, in Kombination mit ökologischen und sozialen Auswirkungen, wird der Fisch als Schädling für die Fischerei und potenzielle Bedrohung für die Biodiversität eingestuft. So zeigt er ein äußerst opportunistisches Verhalten, greift Fische an, die in Netzen und Schnüren gefangen wurden, und führt zu beträchtlichem Schaden an Fanggeräten und Fängen. Im Jahr 2021 setzte die türkische Regierung auf Hasenkopf-Kugelfische ein Kopfgeld aus.

## Lebensweise
Der Hasenkopf-Kugelfisch ernährt sich von Wirbellosen und Fischen, darunter wirtschaftlich bedeutende Arten wie Gewöhnlicher Tintenfisch und Gewöhnlicher Krake.

## Giftigkeit
Durch sein Gift Tetrodotoxin ist der Fisch für den menschlichen Verzehr nicht geeignet. In Teilen seines Verbreitungsgebietes wird Lagocephalus sceleratus allerdings zum menschlichen Verzehr gefangen.